# Carl Fredrik Billman
Carl Fredrik Billman, född 24 juli 1814 i Sölvesborg, död 14 oktober 1871 i Kungsholms församling, Stockholms stad, var en svensk tenorbasunist vid Kungliga hovkapellet.

## Biografi
Carl Fredrik Billman var son till en snickarmästare. Billman gick i lära som hattmakare 1825–1827 och blev 1829 inskriven som dragon vid Skånska dragonregementet. Han blev extra trumpetare 1830, stabstrumpetare med sergeants karaktär 1834, kvartermästare 1836 och slutligen fanjunkare 1843. Från 1839 till 1842 vistades han i Leipzig, där han undervisades i basun av Carl Traugott Queisser. Billman uppträdde  på Gewandhauskonserterna som leddes av Felix Mendelssohn. 1844 gjorde Billman en konsertresa till Norge och anställdes som musikdirektör vid Första Agershuniska brigaden, vilken tjänst han innehade till 1848. Under 1845 uppträdde han i Köpenhamn på Jenny Linds konsert i Ridehuset, han gav även själv en konsert där. På den danske kungen Kristian VIII:s begäran spelade Billman ett solostycke vid en musikfest på Christiansborgs slott. Han avslutade sin tjänst vid Skånska dragonregementet 1853. Billman var från den 1 juli 1854 anställd som tenorbasunist vid Kungliga hovkapellet.
Carl Fredrik Billman slutade vid hovkapellet 1871 och avled 14 oktober 1871.